# Rhabderemia
Rhabderemia är ett släkte av svampdjur. Rhabderemia ingår i familjen Rhabderemiidae.
Rhabderemia är enda släktet i familjen Rhabderemiidae.

## Dottertaxa tillRhabderemia, i alfabetisk ordning[1]
- Rhabderemia acanthostyla
- Rhabderemia africana
- Rhabderemia antarctica
- Rhabderemia batatas
- Rhabderemia besnardi
- Rhabderemia bistylifera
- Rhabderemia burtoni
- Rhabderemia coralloides
- Rhabderemia destituta
- Rhabderemia fascicularis
- Rhabderemia forcipula
- Rhabderemia gallica
- Rhabderemia guernei
- Rhabderemia indica
- Rhabderemia intexta
- Rhabderemia itajai
- Rhabderemia mammillata
- Rhabderemia minutula
- Rhabderemia mona
- Rhabderemia mutans
- Rhabderemia parasitica
- Rhabderemia profunda
- Rhabderemia prolifera
- Rhabderemia sorokinae
- Rhabderemia spinosa
- Rhabderemia spirophora
- Rhabderemia stellata
- Rhabderemia topsenti
- Rhabderemia toxigera
- Rhabderemia uruguaiensis